# Крупник Галина Адамівна
Галина Адамівна Крупник (нар. 7 вересня 1955) — українська радянська діячка, регулювальниця апаратури Львівського виробничого об'єднання імені 50-річчя Жовтня. Депутат Верховної Ради СРСР 11-го скликання.

## Біографія
Закінчила Львівську середню школу № 1.
З 1972 по 1977 рік — підготовлювач робіт, монтажниця Львівського виробничого об'єднання імені 50-річчя Жовтня.
Освіта середня спеціальна. Без відриву від виробництва закінчила Львівський технікум радіоелектроніки.
З 1977 року — регулювальниця апаратури провідного зв'язку Львівського виробничого об'єднання імені 50-річчя Жовтня.
Потім — на пенсії у місті Львові.